# حسن شحاته
حسن شحاته(به عربی:حسن شحات) با نام کامل حسن بن محمدبن‌شحاته ابن موسی العنانی، استاد دانشگاه الازهر و از رهبران شیعیان مصر بود که در ۲ تیر ۱۳۹۲ شمسی کشته شد.

## زندگی شخصی
حسن فرزند محمد فرزند شحاته فرزند موسی العنانی، در ۱۳ ذیحجه ۱۳۶۵ در شهر هربیط از توابع ابوکبیر در استان الشرقیه به دنیا آمد. حسن شحاته در خردسالی قرآن را نزد پدرش فرا گرفت و پس از آن برای ادامه تحصیل به مکتب خانه فرستاده شد. او پس از پایان دوره تحصیلات مقدماتی با رتبه اول وارد دانشگاه الازهر شد. شحاته مدرک کارشناسی ارشد خود را در رشته علوم قرآنی از مرکز القراعات گرفت. او غیر از تحصیل به تدریس در دانشگاه الازهر پرداخت. محمد سید طنطاوی از جمله شاگردان او بود. حسن در خانواده‌ای مذهبی و سنی بزرگ شد و به عنوان یکی از علمای سنی مذهب شناخته می‌شد، اما او در سال ۱۹۹۶ میلادی رسماً شیعه شدن خود را اعلام کرد. شحاته دو بار ازدواج کرد که حاصل آن چهار فرزند بود. پس از اعلام رسمی تغییر مذهب، وی به مدت ۳ ماه با اتهام توهین به ادیان به زندان انداخته شد. او در سال ۲۰۰۹ همراه با ۳۰۰ تن از شیعیان مصر بار دیگر بازداشت و زندانی گشت. همچنین حسن شحاته در سال‌های آخر زندگی خود ممنوع‌الخروج بود.
او در ابتدا و پیش از گرویدن به مذهب تشیع دوازده‌امامی، سنی‌مذهب بود.

## تحول مذهبی
حسن شحاته که قبلاً یک سخنران اهل سنت بود که در سال ۱۴۱۶ق/۱۹۹۶م به مذهب تشیع روی آورد. وی در سال‌های ۱۹۹۶ و ۲۰۰۹ به اتهام گرایش به تشیع به همراه ۳۰۰ نفر از شیعیان دستگیر شد. او مدتی زندانی بود و سپس آزاد شد. وی همچنین، در دوران حسنی مبارک او را زندانی و ممنوع‌الخروج کردند.

## مواضع و فعالیت‌های مذهبی
حسن شحاته به خاطر ساختار مذهبی خانواده‌اش خیلی زود وارد فعالیت‌های دینی و مذهبی شد. او در طول عمر خود فعالیت‌ها و مواضع مذهبی و سیاسی مختلفی داشت که از جمله آن فعالیت‌ها مخالفت با وهابیت، تبلیغ نیروهای مسلح، گویندگی در رادیو و تلویزیون، تبلیغ تشیع و ایراد خطبه‌های نماز جمعه بود، شحاته در حالی که به مذهب شیعه گرویده بود؛ ولی همواره مدافع اهل سنت بود.

### نقد جریان‌های صوفی
شحاته با توجه به اینکه ۲۰ سال با صوفی‌ها هم‌صحبت بود به این نتیجه رسید که صوفی‌ها در این زمان چند دسته هستند:
- یک گروه مقید به احکام اسلامی نیستند و با این ادعا که به آخرین مراتب ایمان رسیده‌اند، خود را بی‌نیاز از نماز دانسته و نماز را ترک می‌کنند.
- گروهی به روش‌های مختلف اموال مردم را چپاول می‌کنند.
- گروهی دیگر به جز طبل و بوق زدن چیزی از صوفی‌گری نمی‌دانند.[۶]

### حمله کردن به وهابیان
موضع شحاته در مورد وهابیت این بود که وهابی‌ها چهره اسلام را مخدوش کرده‌اند و عقاید نادرستی دارند. به‌نحوی که معتقد به هیچ‌یک از ائمه نیستند و فقط «ابن تیمیه» را قبول دارند و شأن وی را بالاتر از شأن پیامبر اسلام می‌دانند؛ در حالی که طبق کتب علمی و تاریخی ابن تیمیه از لحاظ اعتقادات دینی فردی مشکوک است. به همین خاطر در مساجد به کسانی که با اهل بیت مخالف بودند از جمله وهابی‌ها حمله می‌کرد.

## قتل حسن شحاته
حسن شحاته در شامگاه ۲ تیر سال ۹۲، در حالی که آماده شرکت در جشن نیمه شعبان در روستای «ابومسلم» در منطقه «ابوالنمرس» در استان «جیزه» بود، در محاصره سه هزار نفر از سلفی‌ها قرار گرفت. آن‌ها با حمله به شحاته سر از بدن او جدا کردند، تعدادی دیگر از همراهانش را سنگ‌باران کرده و کشتند و جسدشان را با کشیدن روی زمین در شهر چرخاندند. دادگاه جنایی در مصر، قاتل حسن شحاته را به ۱۴ سال حبس محکوم کرد.

## تالیفات
- کتاب «إحیاء علوم‌الدین و قصاید»
- رساله «سراج الأمة فی خصائص السادة الأئمه»